# Eggther (satélite)
S/2004 S 27 es un satélite natural de Saturno. Su descubrimiento fue anunciado por Scott S. Sheppard, David C. Jewitt y Jan Kleyna el 7 de octubre de 2019 a partir de observaciones tomadas entre el 12 de diciembre de 2004 y el 21 de marzo de 2007.
S/2004 S 27 tiene unos 4 kilómetros de diámetro y orbita a Saturno a una distancia promedio de 19,976 Gm en 1054,45 días, con una inclinación de 168° a la eclíptica, en dirección retrógrada y con una excentricidad de 0,122.